# Tony Sanchez (fotógrafo)
Tony Sanchez, também conhecido como Spanish Tony (Tony Espanhol), foi um fotógrafo britânico de ascendência espanhola, falecido em 2000, notório por ter atuado como uma espécie de faz-tudo dos Rollings Stones nas décadas de 1960 e 1970.
Tony Sanchez trabalhou como assistente de Keith Richards por oito anos e escreveu um livro de memórias best-seller sobre essa época, intitulado Up and Down with the Rolling Stones: My Rollercoaster Ride with Keith Richards (1979), republicado em 2003 com o título I Was Keith Richards Drug Dealer.
O livro foi lançado em 2024 no Brasil como Eu Fui Traficante do Keith Richards, pela Editora Sapopemba, com tradução de Letícia Lopes Ferreira.
Sanchez era filho de imigrantes espanhóis e seu pai tinha um restaurante italiano em Mayfair, Londres.
Sanchez conheceu os Rolling Stones por meio do negociante de arte Robert Fraser . De acordo com Keith Richards, Sanchez, que havia sido crupiê e segurança, conseguiu ajudar Fraser quando ele estava com problemas com dívidas de jogo e se tornou traficante de drogas e ajudante-geral de Fraser.
Sanchez foi um dos dois fotógrafos oficiais dos Rolling Stones, junto com Michael Cooper, para o festival gratuito ao ar livre The Stones in the Park, realizado no Hyde Park, em Londres, em 5 de julho de 1969.
Segundo o jornalista José Julio do Espirito Santo, no prefácio da edição brasileira de Eu Fui Traficante do Keith Richards, Sanchez pertenceu ao "fechadíssimo círculo dos Rolling Stones". Prova disso, afirma o jornalista, é que Sanchez é "lembrado até na contracapa, originalmente banida pela gravadora, do álbum Beggars Banquet: “Spanish Tony, where are you?” [Spanish Tony, cadê você?] aparece escrito no cano do banheiro sujo na imagem da parte de trás do disco".
Tony Sanchez morreu em 2000.

## Publicações
- Up and Down with the Rolling Stones (1979), originalmente intitulado Up and Down with the Rolling Stones - The Inside Story, e lançado em 2024 no Brasil como Eu Fui Traficante do Keith Richards